# Eupackardia calleta
Genre
Espèce
Eupackardia calleta est un lépidoptère (papillon) de la famille des Saturniidae, de la sous-famille des Saturniinae. C'est la seule espèce du genre monotypique Eupackardia.

## Répartition
Amérique : de l'Arizona jusqu'au Guatémala.

## Chenille
Très colorée (verte, jaune, blanche et noire), elle est facile à élever en captivité avec du troène.

## Chrysalide
Enfermée dans un cocon blanc soyeux, en forme d'outre, accroché solidement à une branche.

## Systématique

### Synonymes
- Saturnia calleta Westwood, 1853 Protonyme
- Platysamia polyommata Tepper, 1882
- Eupackardia semicaeca Cockerell, 1914
- Eupackardia caeca Draudt, 1929; in Seitz
- Eupackardia digueti Bouvier, 1936